# Geschiedenis van Qatar

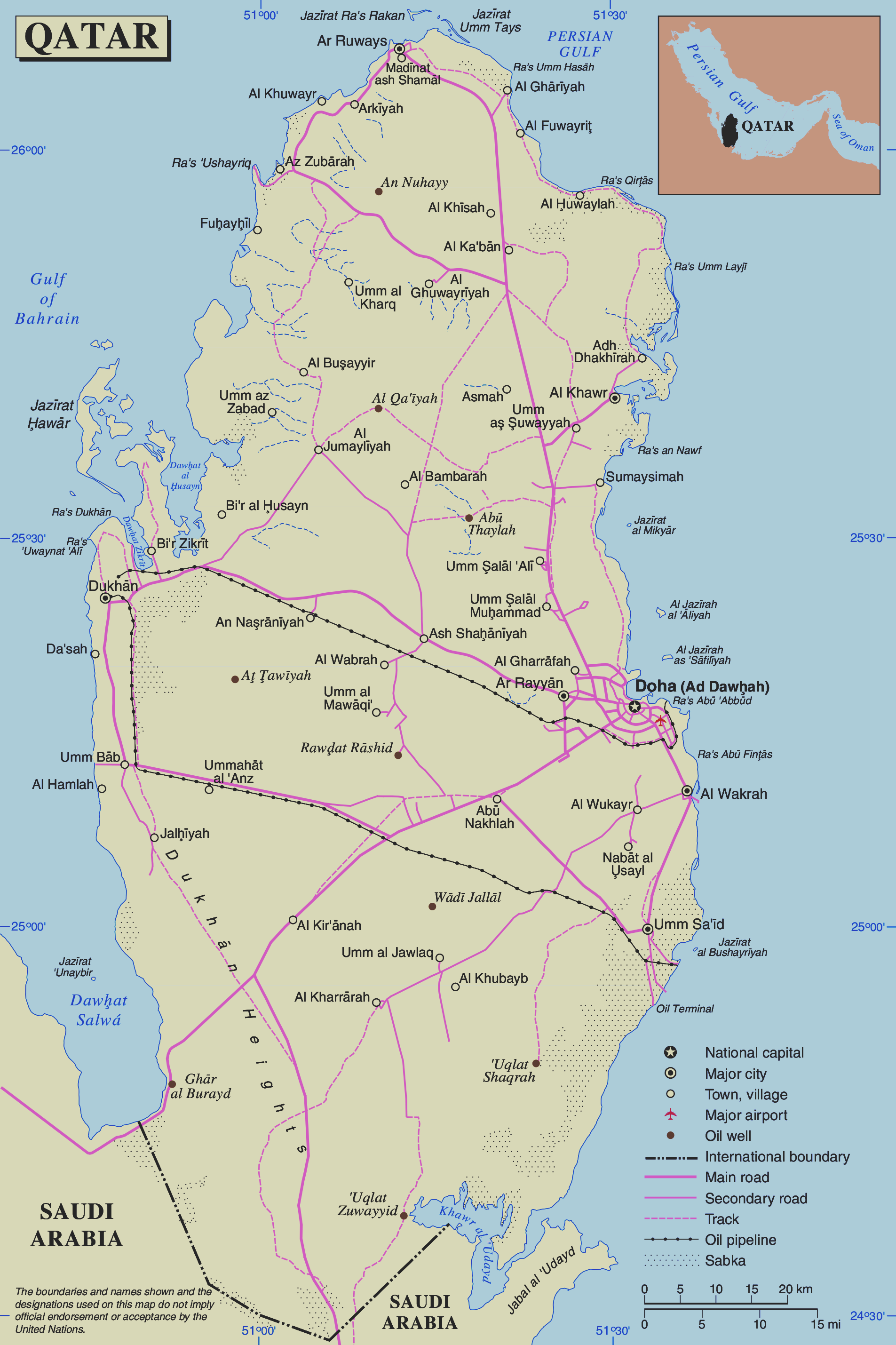
Qatar op de kaart

Dit artikel beschrijft de geschiedenis van Qatar van de prehistorie tot de moderne tijd.

## Prehistorie
Archeologische vondsten duiden op de menselijke aanwezigheid die teruggaat tot zo'n vijftigduizend jaar geleden, toen kleine groepen nomaden tijdelijke kampementen bouwden. Op dat moment was de Perzische Golf geen zee, maar een droog liggende riviervallei. Het gebied waar nu Qatar ligt was onderdeel van een grote vlakte die strekte van Arabië in het westen tot de Perzische Golf in het oosten. Waarschijnlijk kwamen er alleen in de winter schaap-herders in het gebied, die hun vee lieten grazen op het vruchtbare land in de buurt van de rivier.
Het ontstaan van de Perzische Golf zo'n achtduizend jaar geleden zorgde er waarschijnlijk voor dat de bewoners van het gebied zich moesten verplaatsen en zich langs de kust vestigden. Een Deense archeologische expeditie vond in 1961 meer dan dertigduizend gebruiksvoorwerpen op 122 verschillende vindplaatsen, die teruggingen tot de oude steentijd. De meeste vindplaatsen bevonden zich langs de kust. Nomadische stammen uit Al-Hasa en Nadjd, twee aangrenzende regio's in Saoedi-Arabië maakten regelmatig gebruik van het gebied en bouwden tijdelijke nederzettingen in de buurt van waterbronnen.

## Neolithicum
De eerste vaste nederzettingen op het schiereiland dateren uit de Neolithische periode, oftewel de nieuwe steentijd. Aan de noordwestkust lag Wadi Debayan, een van de oudste bekende nederzettingen. koolstofdatering wees uit dat de menselijke aanwezigheid terugging tot vijfenzeventighonderd jaar geleden. Er werden potscherven uit de vroege Obeidcultuur ontdekt. Een van de eerste nederzettingen in het zuiden heet Shagra en ontstond rond 6000 (6 ka) voor Christus. Omdat het in Qatar zelf waarschijnlijk niet mogelijk was om potten te bakken wordt verondersteld dat deze uit Ur kwamen en via handel op het schiereiland terechtkwamen. De belangrijkste handelsroutes zouden via de kust hebben gelopen. Dat zou verklaren waren om er weinig potscherven in het binnenland zijn gevonden.
Het Qatarese schiereiland lag waarschijnlijk dicht bij Dilmun, een beschaving die gevestigd was in het gebied waar tegenwoordig Bahrein ligt. Op twee plekken zijn potscherven gevonden die bewijzen dat er contact tussen beiden landen is geweest. De Dilmun handelden rond het jaar 2000 voor Christus veel over zee. Andere opgravingen bewijzen dat er ook contact was met de Kassieten die op dat moment Babylonië regeerden. De Qatari's begonnen in dezelfde tijd naar parels te duiken en deze te verhandelen.

## IJzertijd en Babylonisch-Perzische overheersing
De Assyriër Esarhaddon veroverde in 680 voor Christus het gebied waar Dilmun en Qatar deel van uitmaakte. Er zijn echter geen sporen van bewoning teruggevonden uit deze tijd. Waarschijnlijk was Qatar gedurende deze periode als gevolg een tijdelijke opwarming in de regio onbewoonbaar. In de vijfde eeuw voor Christus was de Griekse historicus Herodutus verantwoordelijk voor de eerste bekende geschreven tekst over de bevolking van Qatar. Hij omschreef ze als "zeevarende Kanaänieten".
Rond 325 voor Christus stuurde Alexander de Grote zijn beste admiraal Androsthenes van Thasos erop uit om de gehele kust van de Perzische Golf te verkennen. Hij rondde dat project kort na de dood van Alexander in 323 voor Christus af. Seleucus I Nicator kreeg toen het oostelijk deel van het rijk toegewezen. Hij begon vanaf 312 voor Christus het Seleucidische Rijk oostwaarts uit te breiden. Verschillende opgravingen wijzen er op dat er behoorlijke Griekse gemeenschap in Qatar woonde. Na het jaar 250 voor Christus kwam er een einde aan de Seleucidische invloeden in de regio, omdat het rijk begon te krimpen.

## Perzische periode

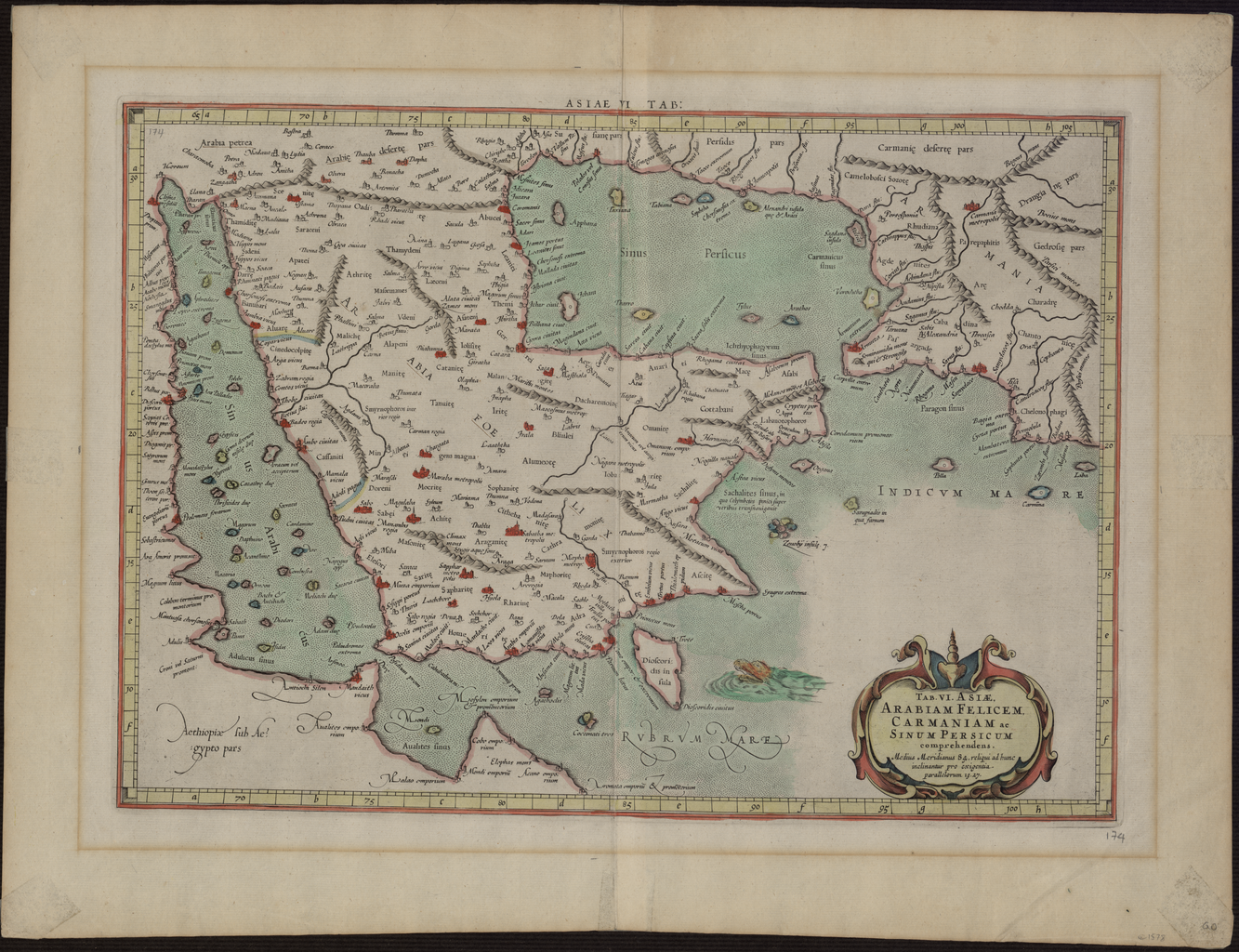
De kaart van Claudius Ptolemaeus waarop Qatar voor de eerste keer wordt vermeld

Vanaf 250 voor Christus waren de Parthen de domineerde macht in de regio. Zij waren afhankelijk van handel via de Perzische Golf. Om de handelsroutes te beschermen legerden zij verschillende garnizoenen langs de kust, waaronder in Qatar. De Romeinse schrijver Plinius de Oudere schreef over de "Catharrei" en bestempelde hen als nomaden die constant op zoek waren naar water en voedsel. In de tweede eeuw na Christus maakte Claudius Ptolemaeus de eerste landkaart waarop het schiereiland zichtbaar was. Hij noemde het "Catura".

## Het christendom in Qatar
De Sassaniden veroverden in het jaar 224 het gebied rondom de Perzische Golf. Qatar nam op twee terreinen een belangrijke plaats in: als leverancier van paarse verf en van kostbare parels. Onder de Sassaniden kwamen veel bewoners van de regio in aanraking met het christendom. Dit bereikte hen via christenen in Mesopotamië. Er werden verschillende kloosters gebouwd in Qatar. Qatar stond tijdens deze "christelijke periode" bekend onder haar Syrische naam Beth Qatraye. Onder die naam werden ook Bahrein, het eiland Tarout, Al-Khatt en Al-Hasa aangeduid.

## Komst van de islam
De profeet Mohammed stuurde in 628 een gezant naar de Perzische heerser naar Qatar en verzocht de Perzische vorst Al-Ala'a Al-Hadrami om zichzelf en zijn volgelingen tot de islam te bekeren. Munzir ging in op het verzoek en de meeste Arabische stammen in de regio bekeerden zich tot de islam. In de periode daarna namen de in Qatar woonachige Arabieren deel aan de verovering van Perzië, waarmee er een einde kwam aan het rijk van de Sassaniden. Het is overigens waarschijnlijk dat er niet direct een einde kwam aan de christelijke aanwezigheid. Zo werd Isaak van Nineve, een 7e-eeuwse christelijke theoloog en bisschop binnen de Kerk van het Oosten geboren in Beth Qatraye, evenals verschillende andere christelijke schrijvers. De bisschop van Beth Qatar stopte in 674 met het bijwonen van synodes van zijn kerk. Dat duidt er waarschijnlijk op dat de kerk in Qatar rond die tijd ophield te bestaan, of in ieder geval geen rol van betekenis meer speelde.

## Het kalifaat van de Omajjaden

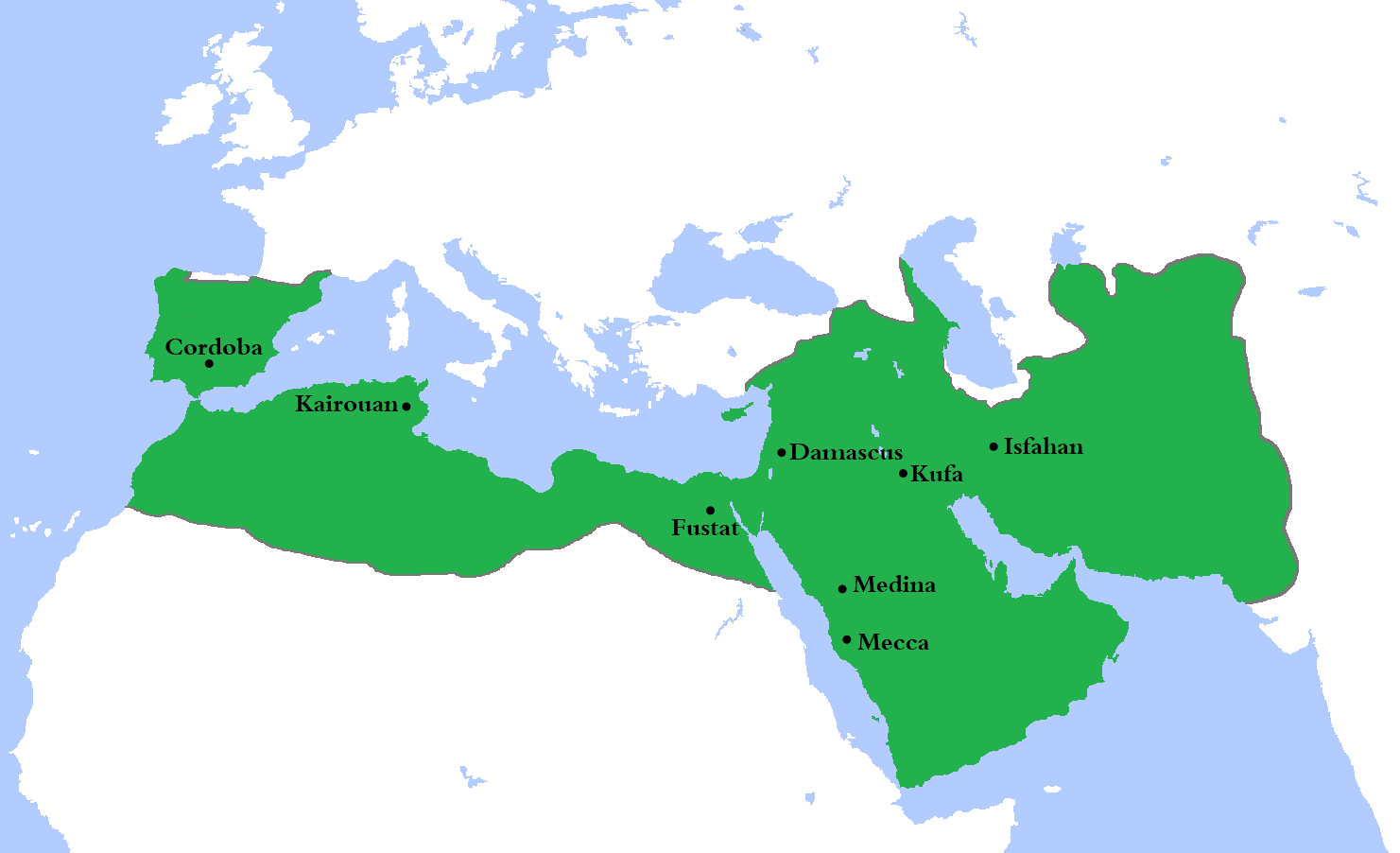
De omvang van het kalifaat van de Omajjaden op zijn hoogtepunt rond het jaar 750

Tijdens de periode van de Omajjaden, een dynastie die het Arabische Rijk van 661 tot 750 bestuurde, stond Qatar bekend als een handelscentrum voor paarden en kamelen. Vanaf de 8e eeuw stond het ook bekend als een centrum voor de parelhandel. De Omajjaden waren verantwoordelijk voor grote politieke en religieuze veranderingen in West-Azië. Dit ging niet zonder slag of stoot. Aan het einde van de zevende eeuw nam het aantal plaatselijke opstanden, met name in Qatar en Bahrein, toe. In 750 nam het ongenoegen, voornamelijk vanwege de behandelingen van niet-Arabieren, zo ver toe dat de Ommajjaden werden afgezet. Daarvoor in de plaats kwam het Kalifaat van de Abbasiden.

## Het kalifaat van de Abbasiden

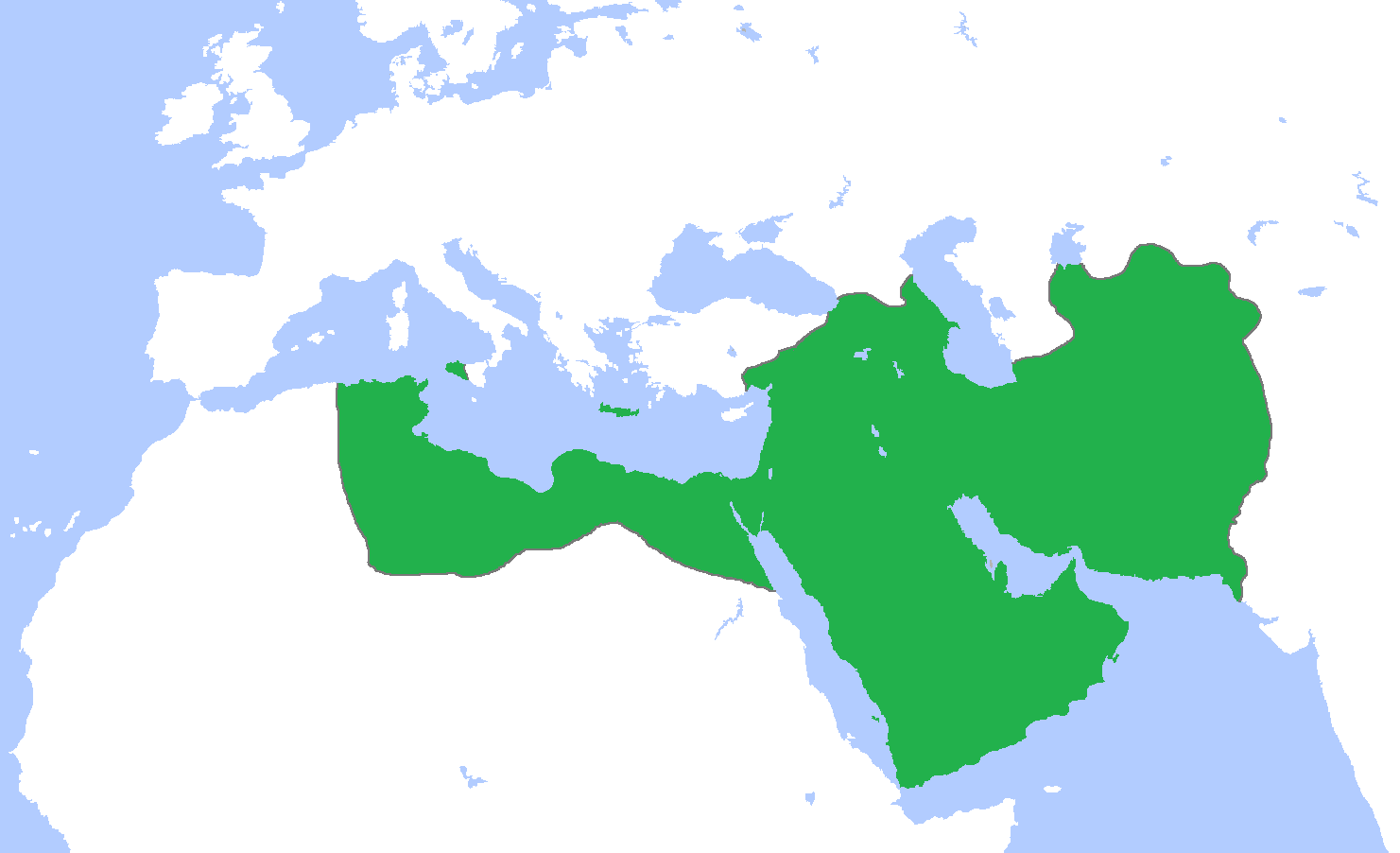
De omvang van het kalifaat van de Abbasiden op zijn hoogtepunt rond het jaar 850

Onder het kalifaat van de Abbasiden, die het van 750 tot 1258 voor het zeggen hadden, ontstonden verschillende nederzettingen. Zo werden er in Murwab meer dan honderd stenen huizen, twee moskeeën en een fort, dan vandaag de dag nog intact is, gebouwd. Aan de noordkust bij T'ang werd bij opgravingen een soortgelijke nederzetting ontdekt, die in de 9e of 10e eeuw moet zijn ontstaan. Schepen die vanuit Basra op weg waren naar India en China deden de havens van Qatar aan en kochten daar parels in. Andersom vond bijvoorbeeld Chinees porselein zijn weg naar het schiereiland. Opgravingen suggereren dat het welvaartsniveau hoog lag de in 9e eeuw, maar toen het kalifaat in Irak een economische teruggang doormaakte, werd Qatar daar ook in meegesleept.
Een groot deel van Oost-Arabië, waaronder Bahrein en het Qatarese schiereiland, nam deel aan een serie opstanden tegen het Kalifaat van de Abbasiden rond 868. Een radicaal ismaïlitische groepering onder de naam Karmaten vestigde in 899 een utopische republiek in Oost-Arabië. Zij zagen de bedevaart naar Mekka (de hadj) als een fout bijgeloof en vielen pelgrims aan die via het schiereiland naar het Arabisch bedevaartoord reisden. In 906 werd er een bloedbad aangericht onder twintigduizend pelgrims die terugkwamen uit Mekka. Onder Abû Tâhir Sulaymân (907-944) werd in 930 de Zwarte Steen uit Mekka geroofd en onder zijn opvolger na een losgeld in 951 in Koefa aan de Abbasiden teruggeven.
Qatar wordt genoemd in het boek Mu'jam Al-Buldan (Woordenboek van de naties), waarin hij het heeft over de fijngewoven gestreepte mantels uit Qatar en de bekwaamheid van de inwoners in het maken van speren.

## Usfuriden en Ormus
Aan het Kalifaat van de Abbasiden kwam in 1258 een einde met de inname van Bagdad door de Mongolen. Vijf jaar eerder was Qatar al in handen gevallen van de Usfuriden. In 1320 werd het gebied ingenomen door de prins van Ormus. In de eeuwen daarna zorgde de parelhandel voor een relatief stabiele stroom van inkomsten.
Portugal verscheen in 1507 als eerste westers macht op het toneel. De vloot van Ormus werd vernietigd door Afonso de Albuquerque. Zijn eigen kapiteins kwamen echter tegen hem in opstand waardoor hij gedwongen was om weer te vertrekken. Koning Emanuel I van Portugal slaagde er in 1515 toch in Ormus te onderwerpen waarmee het een vazalstaat van Portugal werd. Ditzelfde gold voor Bahrein.

## Portugal als eerste westerse macht in de regio
Portugal bouwde een aantal forten langs de Arabische kust, hoewel er bijna geen sporen van zijn teruggevonden. Zij zagen Oost-Arabië vooral als wingewest dat aantrekkelijk was door de export van goud, zilver, zijde, amber, paarden en parels. De inwoners van Al-Hasa moesten weinig hebben van de nieuwe Europese machtshebbers en onderwierpen zich in 1550 vrijwillig aan het Ottomaanse rijk. De Portugezen werden in 1602 door de Nederlanders en Britten verdreven uit de regio. De Ottomanen op hun beurt zagen niet de noodzaak voor een grote militaire aanwezigheid in het gebied. Zij werden op hun beurt in 1670 verdreven door de Bani Khalid, een Arabisch stammenverband.

## Al Khalifa, Bani Khalid en de Saoedi's

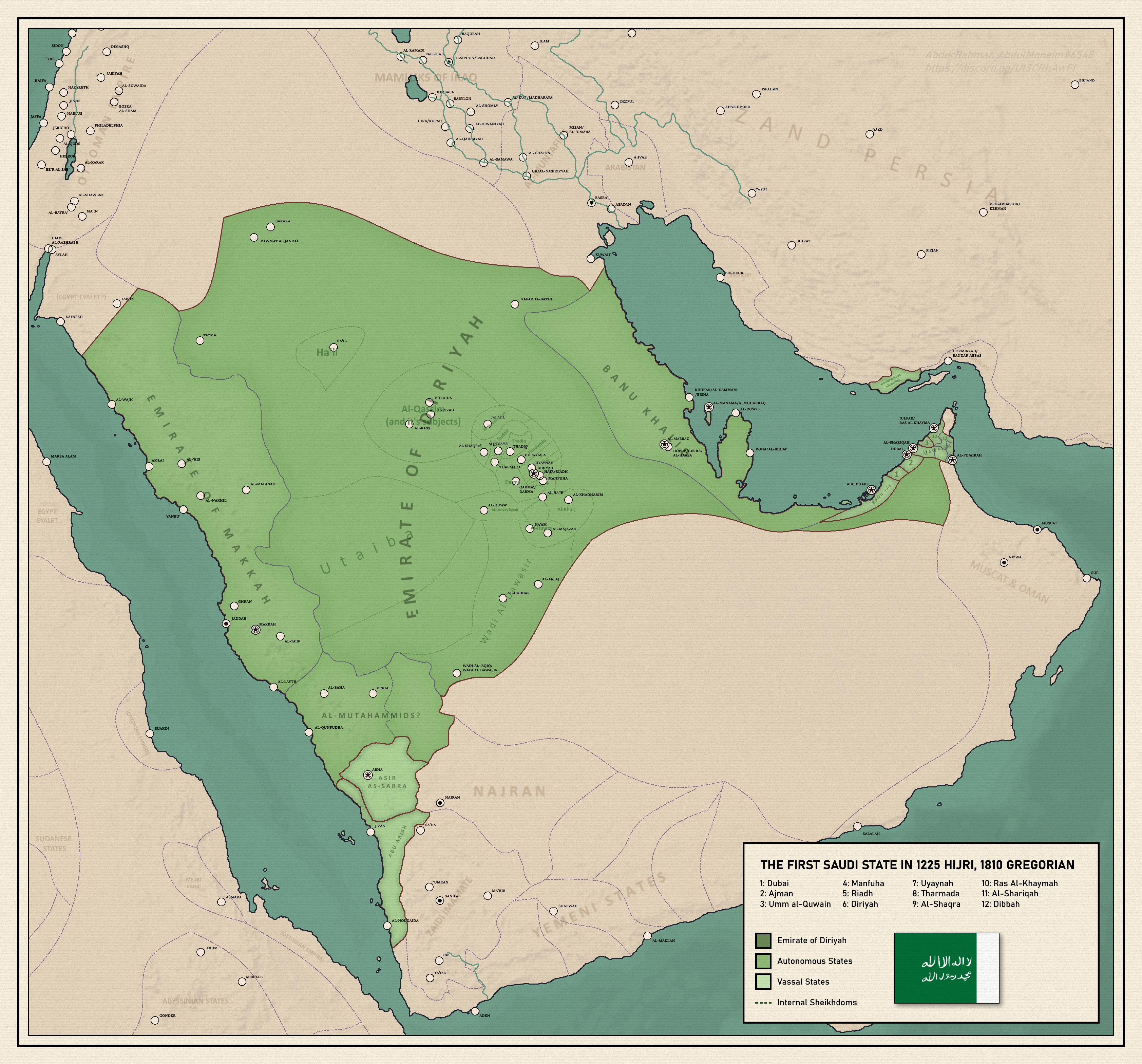
De maximale omvang van het Saoedische Rijk in 1810.

Al Jalahma en Al Khalifa, twee clans die behoorden tot het stammenverband van de Bani Utub, migreerden in 1766 van Koeweit naar de stad Zubarah in Qatar. Op dat moment was de machtspositie van de Bani Khalid al afgenomen. Na de Perzische bezetting van Basra in 1777 verlieten veel handelslieden met hun families Basra en verhuisden naar Zubarah. Daardoor groeide stad snel uit tot een belangrijk handelscentrum in de regio. De Al Khalifa claimde in 1783 succesvol de macht over Qatar en Bahrein.
De focus van de Al Khalifa lag op Bahrein, waardoor Qatar een onrustige periode doormaakte met veel tijdelijke gouverneurs. Aan de Saoedi's, een Arabische stam uit Centraal-Arabië, werd belasting betaald als zij Qatar met rust lieten. Vanaf 1780 kwam Zubarah onder bedreiging van de Saoedi's te liggen. Zij waren namelijk bang dat de stad hen tegenwerkte, samen met de Bani Khalid. Bovendien was Zubarah strategisch gelegen langs de kust van de Perzische Golf en daarmee een aantrekkelijk doelwit. In 1787 volgde een eerste aanval op de stad. Vijf jaar later veroverden de Saoedi's Al-Hasa, wat leidde tot een grote stroom vluchtelingen richting Zubarah. Als wraak voor het onderdak bieden van hun vijanden belegerden de Saoedi's de stad een jaar later. De lokale machtshebbers mochten hun positie behouden, maar werden wel verplicht om belasting te betalen.
De Saoedi's versloegen de Bani Khalid in 1795 definitief, maar werden zelf bedreigd op twee fronten. De Ottomanen en Egyptenaren rukten op vanuit het westen, terwijl de Al Khalifa vanuit Bahrein, en de Omani vanuit het oosten, aanvielen. Rond 1811 maakte Egypte snel vorderingen aan het westelijke front, waarop de Saoedi's hun garnizoenen in Zubarah en Bahrein in omvang verkleinden. Said bin Sultan, de sultan van Muscat en Oman, zag zijn kans schoon en viel hen daar aan. Het fort in Zubarah werd in lichterlaaie gezet en de Al Khalifa keerden terug aan de macht.

## Britse entree in de regio
Intussen wilde Groot-Brittannië zich ervan verzekeren dat de schepen van de Britse Oost-Indische Compagnie veilig de overtocht konden maken naar Brits-Indië. Zij sloot daarom in 1820 een verdrag met een aantal sjeiks langs de Perzische Kust. Bahrein was ook een partij in het verdrag. Daarin werd onder andere afgesproken dat er een einde zou komen aan piraterij en slavenhandel. De Britten namen aan dat Qatar onder de jurisdictie viel van Bahrein en daarom ook onder het verdrag viel.
De Britse majoor Colebrook bezocht Qatar in 1820 en was de eerste persoon die een gedetailleerd verslag opstelde van het land. De belangrijkste steden lagen allemaal langs de oostkust van Qatar, bij plekken die aantrekkelijk waren voor parelvisserij. De bevolking bestond deels uit Arabieren die zich in het land hadden gevestigd. nomaden en slaven die vanuit Oost-Afrika het land waren ingevoerd. In een onderzoek uit 1825 concludeerde de Britten dat Qatar geen centraal bestuur had, maar geregeerd werd door lokale sjeiks. 
De stad Doha werd in 1821 gebombardeerd door schepen van de Britse Oost-Indische Compagnie, als straf voor piraterij. Daarbij sloegen driehonderd tot vierhonderd mensen op de vlucht.
Bahrein wenste de Saoedi's in de gaten te houden en stationeerde daarom in 1833 een overheidsbeambte in Qatar. Deze Abdullah bin Ahmad Al-Khalifa jutte de bevolking van Al Huwailah echter op om in opstand te komen tegen de Al Khalifa in Bahrein. Hij zocht toenadering tot de Saoedi's voor hun steun. Kort na de opstand die in 1835 uitbrak tekenden de Saoedi's en de Al Khalifa een vredesverdrag onder het toeziend oog van de zoon van de Sultan van Muscat. Al Huwailah werd als wraak vernietigd en de bevolking van de stad werd naar Bahrein gedeporteerd.
Onder leiding van dezelfde Abdullah, die samenwerkte met een Qatarese sjeik Isa bin Tarif, kwam het in 1847 tot een nieuwe opstand tegen Mohammed bin Khalifa, de machthebber in Bahrein. Bin Khalifa landde in november 1847 met 500 man en steun van de gouverneurs van Qatif en Al-Hasa in Qatar. Zijn tegenstander had 600 man onder de wapenen. In de beslissende Slag bij Fuwayrit werden de opstandelingen verslagen, waarbij Bin Tarif het leven liet. De troepen van Al Khalifa vernietigden de stad Al Bidda en ook de bevolking hiervan werd naar Bahrein gedeporteerd.
In de jaren daarna kwam de grootste dreiging voor de machthebbers in Bahrein van de Saoedi's. Emir Faisal bin Turk trok vanuit Najdj op richting Qatar. Verschillende vredesvoorstellen van Mohammed bin Khalifa wees hij af. Al Khalifa probeerde daarna tevergeefs om onder de bevolking van Qatar steun te verwerven. Vervolgens zocht hij toenadering tot de Britten voor bescherming. Deze legden vervolgens een zeeblokkade rond Manamah. In juli 1851 sloot de sjeik van Bahrein een akkoord met de Saoedi's. In ruil voor 4000 Duitse kronen trokken zij zich terug.
Bin Turki bood de zonen van Abdullah bin Ahmad in 1852 veilig onderdak in de stad Damman. Op hun beurt deden de Bahreinse machthebbers pogingen om iedereen in Al Bidda en Doha te verbannen die zij ervan verdachten sympathie te hebben voor, of samen te werken met de Saoedi's. Die trokken op hun beurt in 1853 wederom op richting Qatar, maar na bemiddeling van de Britten werd er opnieuw een vredesakkoord getekend. Na een nieuwe escalatie tekende Bahrein in 1862 een verdrag waarmee het land onder de Britse bescherming viel. Mohammed bin Thani werd door Gifford Palgrave aangeduid als de gouverneur van Qatar.
Door de Britse inmenging in Bahrein, begon de invloed van de Al Khalifa in Qatar wel af te nemen. Een gezant van Mohammed Al Khalifa nam in juni 1867 een bedoeïene gevangen in Al Wakrah in Qatar en deporteerde hem naar Bahrein. Mohammed bin Thani eiste tevergeefs zijn vrijlating. Hij zond vervolgens de gezant terug richting Bahrein. Mohammed al Khalifa hoorde van het incident en liet de bedoeïne vrij. De zoon van Al Thani reisde naar Bahrein voor onderhandelingen, maar werd daar meteen gevangengezet.
Een groot aantal schepen gevuld met troepen werd richting Qatar gestuurd met het doel de steden Al Bidda en Doha te vernietigen. De opzet slaagde in eerste instantie grotendeels, want aan het einde van het jaar waren beide steden verlaten. Het jaar daarop namen de Qatarese stammen wraak en brachten zestig schepen tot zinken en doden meer dan duizend man. De Bahreinse sjeiks besloten de zoon van Bin Thani direct vrij te laten. Na bemiddeling van de Britten werd er een in 1868 een verdrag gesloten waarmee Qatar haar onafhankelijkheid van Bahrein verkreeg, hoewel beide landen nu een Brits protectoraat waren.

## Onderdeel van het Ottomaanse Rijk
Het Ottomaanse Rijk breidde in het begin van de jaren zeventig van de 19e eeuw snel uit in Oost-Arabië. Al-Hasa werd veroverd en Qatar kwam daardoor in het Ottomaans vizier. Al Bidda werd al snel een uitvalsbases voor bedoeïenen die hen bevochten. De Ottomanen op hun beurt hadden weinig tegenstand te verduren van de Qatari's. De Britten moesten lijdend toezien dat verschillende hoge sjeiks zelf de Ottomaanse vlag ophingen die hun toegestuurd werd. Jassim bin Mohammed, die zijn vader Mohammed bin Thani was opgevolgd, werd door de Ottomanen als vice-gouverneur benoemd en de meeste Qatari's behielden hun hoge posities in de regering.
Toch bleek na verloop van tijd dat de onvrede over de nieuwe machthebbers toenam. Zo weigerden de Ottomanen in 1882 om Jassim bin Mohammed te steunen bij een poging om de stad Al Khor in Qatar terug te veroveren op Abu Dhabi. In 1888 probeerden zij zelfs hem te vervangen voor een van hun eigen mensen.
Mehmed Hafiz Pasha arriveerde in 1893 in Qatar om een grote som aan achtergestelde belasting te innen en om Jassim bin Mohammed over te halen om in te stemmen met verschillende bestuurlijke hervormingen. Mehmed eiste dat hij zijn troepenmacht zou ontbinden en zich loyaal zou verklaren aan het Ottomaanse gezag, iets dat Jassim weigerde. Mehmed nam daarop zijn broer Ahmed en dertien andere prominente leiders gevangen en sloot hen op op een Ottomaans korvetschip. Daarop trokken tweehonderd Ottomanen op naar het fort in Al Wajbah waar Jassim zich schuil hield. Deze beschikte echter over een veel grotere troepenmacht, bestaande uit drie- tot vierduizend man. De Ottomanen werden overlopen. Mehmed beloofde in ruil voor een vrije passage de vrijlating van de gevangenen. Hoewel Qatar niet geheel onafhankelijk werd, was het gevolg van de overwinning wel de status van een autonoom land binnen het Ottomaanse Rijk.

## Brits protectoraat

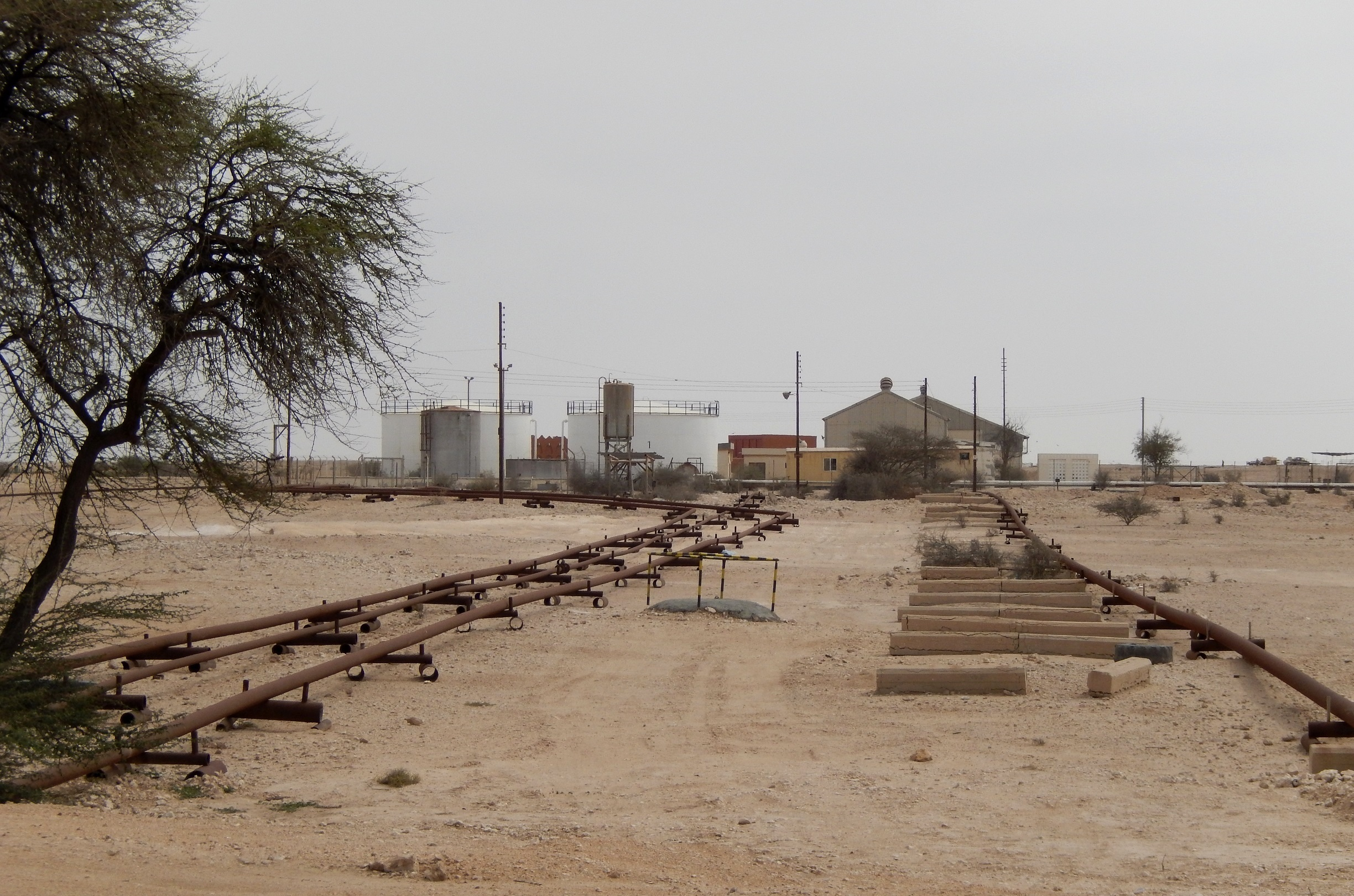
Een oude olie-installatie in het noordwesten van Qatar

De Ottomanen gaven in 1913 officieel hun zeggenschap over Qatar op. In 1916 sloot de nieuwe emir Abdullah Jassim Al Thani een verdrag met Groot-Brittannië, waardoor Qatar een Brits protectoraat werd. Dat betekende dat de Britten verantwoordelijk waren voor de veiligheid in het geval het land door andere mogendheden werd aangevallen. In ruil daarvoor gaf Qatar het recht op een eigen buitenlands beleid en het recht om verdragen te sluiten op.
Ondanks de Britse bescherming waar hij op kon rekenen was de positie van Abdullah Jassim zwak. Rivaliserende stammen weigerden om belasting te betalen en zelfs familieleden werkten hem tegen. Aan de andere kant voelde hij zich kwetsbaar door de aanwezigheid van buurland Bahrein en de aanwezigheid van de wahabieten in Al-Hasa. Zijn eigen stam verdiende het geld door middel van handel en was van andere stammen afhankelijk die voor hen vochten.
Al Thani verzocht de Britten om militaire steun, wapens en een lening, maar zij waren terughoudend om te voldoen aan zijn wensen omdat zij geen partij wilden kiezen bij interne kwesties. Dat veranderde vanaf de jaren dertig door de vondst van olie. De eerste proefboringen in 1926 leverden nog niets op. Nieuwe olieboringen vonden in 1937 plaats en hadden nu wel het gewenste resultaat. De Britten hadden daardoor de behoefte aan stabiliteit en waren daarmee het beste af met de zittende machtshebbers.
In de tussentijd waren Qatar en Bahrein in een dispuut verwikkeld geraakt over de Hawar-eilanden, een eilandengroep ten westen van Qatar. Bahrein claimde deze eilanden, hoewel ze dichterbij Qatar lagen. Op het grootste eiland had Bahrein een smal garnizoen gevestigd. De Britten gingen mee in de claim van Bahrein, met name doordat de Bahreini een Britse adviseur in dienst hadden die hun zaak wist te bepleiten op een wijze die beter aansloot bij het Britse bestuur. In 1937 liet Bahrein zijn oog vallen op de verlaten stad Zubarah, maar Abdullah bin Jassim stuurde een grote legermacht eropuit om de inname daarvan te verhinderen. De Britse politieke resident in Bahrein waarschuwde Hamad ibn Isa Al Khalifa, die het op dat moment in Bahrein voor het zeggen had, de zaak niet op de spits te drijven. Deze durfde dat daarna niet meer, maar stelde wel een handelsembargo en reisverbod in richting Qatar.
In economische zin maakte Qatar vanaf de jaren twintig tot de jaren vijftig van de twintigste eeuw een slechte periode door. Dit begon met de instorting van de parelhandel en werd versterkt door de Bahreinse boycot en de Grote Depressie. Tussen 1942 en 1947 stond de olieproductie als gevolg van de uitbraak van de Tweede Wereldoorlog en de nasleep daarvan helemaal stil. Veel rijke Qatari's trokken weg van het schiereiland en hele dorpen raakten ontvolkt.
Abdullah bin Jassim had intussen zijn oog laten vallen op zijn tweede zoon om hem op te volgen. Deze overleed echter in 1948. Het jaar daarop was voor Qatar een belangrijk jaar, omdat er met buitenlands investeerders gesproken werd over de olie-export en de winning van olie op zee. Daar was veel geld mee gemoeid en het ging Qatar opeens voor de wind. Er was daarom veel belangstelling om Abdullah bin Jassim op te volgen. Er dreigde zelfs een gewapende opstand. Abdullah bin Jassim sloot echter een verdrag met de Britten waarbij hij hen meer controle toezegde. Hijzelf zou aftreden ten faveure van zijn oudste zoon Ali bin Abdullah bin Thani.
Ali bin Abdullah was in eerste instantie terughoudend om taken uit te besteden aan de Britten, maar zijn beperkingen om stakende oliewerkers en opstandige sjeiks aan te pakken deden hem toegeven aan de Britse druk. Onder het Britse bestuur maakte Qatar een snelle ontwikkeling door aan het begin van de jaren vijftig. De eerste telefoonlijn werd in 1953 aangelegd, de eerste elektriciteitscentrale werd vier jaar later in werking gesteld. In dezelfde periode werd een dokhaven, een vliegveld en het eerste warenhuis gebouwd.
Tegelijkertijd groeide de tegenstand tegen het Britse bewind. In 1956 was er een grote demonstratie met meer dan tweeduizend mensen, waaronder veel hoogopgeleide Qatari's, die zich geïnspireerd wisten door het Panarabisme. Bij een ander protest in hetzelfde jaar werd er met Egyptische vlaggen gewuifd en anti-koloniale teksten gescandeerd. Daarnaast vernielden demonstranten een olieleiding met een bulldozer. Om herhaling daarvan te voorkomen investeerde Ali bin Abdullah in een politiemacht die onder zijn persoonlijk gezag stond.
Ali bin Abdullah zorgde dat de binnenlandse tegenstand niet te groot werd door zo'n honderdvijftig mannelijke familieleden financieel te ondersteunen. Verschillende sjeiks ontvingen land en een goedbetaalde positie bij de overheid. Deze tactiek werkte zolang de olie-inkomsten toenamen, maar daar kwam aan het einde van de jaren vijftig een einde aan. Tegelijkertijd groeide de onvrede bij de bevolking vanwege Bin Abdullahs extravagante uitgavenpatroon, een huis in Zwitserland en dure jachttrips naar Pakistan.
In 1960 gaf Ali bin Abdullah toe aan de interne druk en trad af. De meest logische keuze als opvolger was Khalifa bin Ali, die in 1948 ook al in de running was voor de hoogste positie van het land. In plaats daarvan schoof Ali bin Abdullah zijn zoon Ahmad bin Ali naar voren als zijn opvolger. Het eerste wat hij deed was de vergoeding van zijn familieleden en een aantal sjeiks verhogen. Dit ging ten koste van verschillende ontwikkelingsprojecten en andere sociale voorzieningen. Dit deed het ongenoegen groeien onder de oliewerkers, opstandige sjeiks en verschillende hoge overheidsfunctionarissen. Zij vonden elkaar en vormden het Nationale Eenheidsfront, nadat een neef van Ahmad bin Ali in april 1963 een demonstrant had doodgeschoten.
Een dag na dit incident vond er een demonstratie plaats op het moment dat de Saoedische monarch Qatar bezocht. De politie schoot drie demonstranten dood, waarop het Nationale Eenheidsfront een staking uitriep die twee weken duurde en waar de meeste publieke voorzieningen door getroffen werden. De groep diende 35 eisen in, zoals minder macht voor de heersende familie, bescherming van oliewerkers, erkenning van vakbonden, stemrecht en de Arabisatie van het leiderschap. De regering reageerde door 50 leiders van het Nationale Eenheidsfront op te sluiten. Tegelijkertijd vonden er een aantal hervormingen plaats, zoals de toewijzing van land en leningen aan kleine boeren, Qatari's kregen een voorkeursbehandeling voor banen bij de overheid en er kwamen gemeenteraadsverkiezingen.
Khalifa bin Hamad was de tweede man achter Ahmad bin Ali. Onder zijn verantwoordelijkheid werd in de jaren zestig de infrastructuur verder uitgebouwd en werden de eerste gastarbeiders naar Qatar gehaald. Tevens werden de eerste voorzichtige pogingen gedaan om de economie te differentiëren om niet alleen afhankelijk te zijn van de inkomsten van olie. Zo werd er een cementfabriek gebouwd en geïnvesteerd in de visserijsector.

## Onafhankelijkheid
Groot-Brittannië kondigde in 1968 haar militaire aanwezigheid ten oosten van het Suezkanaal te willen afbouwen in de komende drie jaar. Bahrein, Qatar en de Verdragsstaten zochten toenadering tot elkaar omdat ze op zichzelf kwetsbaar zouden zijn. In een bijeenkomst in de zomer van 1968 spraken zij over de vorming van een federatie. Ondanks de verkiezing van Khalifa bin Hamad als voorzitter van de voorlopige federatie bleven er een aantal twistpunten, zoals waar de hoofdstad moest komen en de inhoud van de grondwet. Uiteindelijk besloten zowel Qatar als Bahrein niet mee te gaan in de vorming van de Verenigde Arabische Emiraten.
Ahmad bin Ali kondigde in april 1970 af dat er een voorlopige grondwet was. Het rechtsstelsel in de nieuwe staat was gebaseerd op de sharia. De meeste Qatari's waren van mening dat hij klaar was voor vervanging toen de sjeik de onafhankelijkheid van Qatar op 1 september 1971 aankondigde vanuit zijn Zwitserse villa en niet vanuit zijn paleis in Doha. Op 22 februari 1972 volgde de afzetting van Ahmad bin Ali terwijl hij op jacht was in Iran. Zijn opvolger was Khalifa bin Hamad die intern veel steun had, maar ook kon rekenen op de support van Groot-Brittannië en Saoedi-Arabië. In tegenstelling tot zijn voorganger sneed hij in de familietoelagen en investeerde in sociale programma's, het onderwijs, de gezondheidszorg, huisvesting en pensioenen. Hij vulde wel veel hoge overheidsposities met familieleden.
Qatar vocht in de Golfoorlog van 1990-1991 mee aan de zijde van onder andere de Verenigde Staten en Saoedi-Arabië tegen het Irak van Saddam Hussein. Tijdens de Slag om Khafji verleenden Qatarese tanks vuursteun aan de Nationale Garde van Saoedi-Arabië. In Qatar waren tevens Canadese vliegtuigen gestationeerd.
Hamad bin Khalifa al-Thani, die eerder al minister van Defensie was geweest, zette zijn vader, die op dat moment in Zwitserland verbleef, af door middel van een bloedeloze coup. Een tegencoup slaagde niet. Vader en zoon verzoenden zich later met elkaar. De nieuwe emir koos voor een liberaler beleid dan zijn voorgangers. Zo stond hij meer persvrijheid toe, zolang er tenminste niet negatief werd bericht over het koningshuis. Via een publiek referendum werd er in april 2003 een nieuwe grondwet aangenomen. In datzelfde jaar trad de eerste vrouwelijke minister aan.
Tijdens de Tweede Golfoorlog in 2003 bood Qatar onderdak aan het US Central Command headquarter. In maart 2005 werd het land opgeschrikt door een zelfmoordaanslag, waarbij in Doha een Engelse leraar het leven verloor. Dit was de eerste terroristische aanslag op Qatarees grondgebied. De dader werd ervan verdacht banden te hebben met Al Qaida. In 2013 stapte Hamad bin Khalifa al-Thani af als emir ten faveure van zijn zoon Tamim bin Hamad al-Thani.

## Qatar in de 21e eeuw

### De Arabische Lente

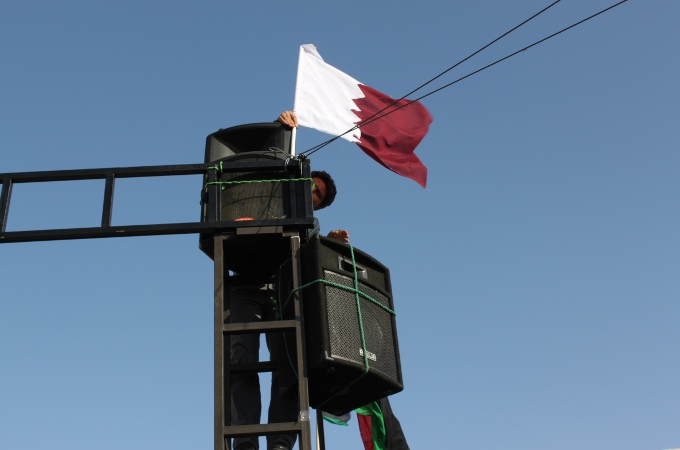
De vlag van Qatar wordt opgehangen tijdens de opstand in Libië

De Arabische wereld werd in 2010 opgeschrikt door de Arabische Lente. Qatar speelde een actieve rol bij de Opstand in Libië door militaire adviseurs te sturen die de Nationale Overgangsraad steunden. Tijdens de Syrische Burgeroorlog steunde Qatar de rebellen financieel.

### Al Jazeera
De nieuwszender Al Jazeera, met het hoofdkwartier in Doha, begon in 1996 met uitzenden en wordt grotendeels gefinancierd door de emir van Qatar. Er is weinig negatieve berichtgeving over Qatar, hoewel de zender claimt onafhankelijk te zijn. Een belangrijk onderscheidend element van de zender was dat de journalisten professioneel - naar westerse normen - waren opgeleid, waarbij ruimte was voor hoor- en wederhoor. Zo was er ook aandacht voor de standpunten van Israël en allerlei Arabische oppositiegroepen. De zender speelde een belangrijke rol bij de verslaggeving van de protesten in landen als Tunesië, Libië, Jemen en Egypte tijdens de Arabische Lente. De zender hielp daarmee indirect ook met de omverwerping van de regimes.
Volgens critici zou de regering van Qatar de berichtgeving van Al Jazeera ten behoeve van haar politieke belangen manipuleren. Al Jazeera wordt door sommige critici gezien als een kanaal dat vóór soennisme is en tegen sjiisme, en islamisme en de Moslimbroederschap promoot. In juni 2017 zegden Egypte, de Verenigde Arabische Emiraten, Bahrein en Saoedi-Arabië de diplomatieke banden met Qatar op. Een van hun eisen was dat Qatar Al Jazeera zou sluiten. Verder moesten de Qatari's het contact met Iran op een lager pitje zetten, een Turkse militaire basis in Qatar sluiten en de banden doorsnijden met de Moslimbroederschap, Hezbollah, al-Qaida en Islamitische Staat. Deze fundamentalistische organisaties ontvangen financiële steun van het emiraat. De boycot van de buurlanden maakte Qatar meer zelfvoorzienend. Verder werden de banden met Turkije aangehaald. Onder druk van Koeweit en de Verenigde Staten werden de relaties met de vier Arabische landen begin in januari 2021 weer aangehaald.

### Wereldkampioenschap voetbal
Qatar was in 2022 de gastheer voor het Wereldkampioenschap voetbal. Over de toewijzing van het WK was veel te doen, omdat Qatar het door middel van omkoping zou hebben verkregen. Het toernooi werd in november en december gehouden, omdat het in de zomer te warm is in het land.